# FA kup 2008./09.
FA kup 2008./09. bilo je 128. izdanje najstarijeg nogometnog natjecanja na svijetu. Za natjecanje je prijavljeno 
rekordnih 762 kluba. 
Natjecanje je započeti 16. kolovoza 2008., te završilo finalem 30. svibnja 2009. na 
Wembleyu. Naslov prvaka osvojio je Chelsea, svladavši Everton rezultatom 2:1.

## Kalendar
| Kolo                        | Datum                               | Utakmica | Klubova   | Novčana nagrada                             |
| --------------------------- | ----------------------------------- | -------- | --------- | ------------------------------------------- |
| Dodatno pretkolo            | 16. kolovoza 2008.                  | 203      | 761 → 558 | £750                                        |
| Pretkolo                    | 30. kolovoza 2008.                  | 166      | 558 → 392 | £1.500                                      |
| Prvo kolo kvalifikacija     | 13. rujna 2008.                     | 116      | 392 → 276 | £3.000                                      |
| Drugo kolo kvalifikacija    | 27. rujna 2008.                     | 80       | 276 → 196 | £4.500                                      |
| Treće kolo kvalifikacija    | 11. listopada 2008.                 | 40       | 196 → 156 | £7.500                                      |
| Četverto kolo kvalifikacija | 25. listopada 2008.                 | 32       | 156 → 124 | £12.500                                     |
| Prvo kolo                   | 8. studenog 2008.                   | 40       | 124 → 84  | £20.000                                     |
| Drugo kolo                  | 29. studenog 2008.                  | 20       | 84 → 64   | £30.000                                     |
| Treće kolo                  | 3. siječnja 2009.                   | 32       | 64 → 32   | £75.000                                     |
| Četvrto kolo                | 24. siječnja 2009.                  | 16       | 32 → 16   | £100.000                                    |
| Peto kolo                   | 14. veljače 2009.                   | 8        | 16 → 8    | £200.000                                    |
| Šesto kolo                  | 7. ožujka 2009.                     | 4        | 8 → 4     | £400.000                                    |
| Polufinala                  | 18. travnja 2009. 19. travnja 2009. | 2        | 4 → 2     | Pobjednici: £1.000.000; Gubitnici: £500.000 |
| Finale                      | 30. svibnja 2009.                   | 1        | 2 → 1     | Pobjednik: £2.000.000; Gubitnik: £1.000.000 |

## Prvo kolo
U prvo "pravo" kolo ući će svih 24 klubova League One i 24 kluba
League Two zajedno s pobjednicima prethodnih kola. 
Klubovi koji će se natjecati u prvom kolu FA kupa 2008/09. :
| #      | Domaćin                | Rez. | Gost                   | Gledatelja |
| ------ | ---------------------- | ---- | ---------------------- | ---------- |
| 1      | Colchester United      | 0:1  | Leyton Orient          | 4.600      |
| 2      | Havant & Waterlooville | 1:3  | Brentford              | 1.631      |
| 3      | Blyth Spartans         | 3:1  | Shrewsbury Town        | 2.742      |
| 4      | Sutton United          | 0:1  | Notts County           | 2.041      |
| 5      | Torquay United         | 2:0  | Evesham United         | 2.275      |
| 6      | Oxford United          | 0:0  | Dorchester Town        | 3.196      |
| uzvrat | Dorchester Town        | 1:3  | Oxford United          | 1.474      |
| 7      | Bury                   | 0:1  | Gillingham             | 2.161      |
| 8      | AFC Wimbledon          | 1:4  | Wycombe Wanderers      | 4.528      |
| 9      | Chester City           | 0:3  | Millwall               | 1.932      |
| 10     | Carlisle United        | 1:1  | Grays Athletic         | 3.921      |
| uzvrat | Grays Athletic         | 0:2  | Carlisle United        | 1.217      |
| 11     | Team Bath              | 0:1  | Forest Green Rovers    | 906        |
| 12     | Eastbourne Borough     | 0:0  | Barrow                 | 1.216      |
| uzvrat | Barrow                 | 4:0  | Eastbourne Borough     | 2.131      |
| 13     | AFC Hornchurch         | 0:1  | Peterborough United    | 3.000      |
| 14     | Yeovil Town            | 1:1  | Stockport County       | 3.582      |
| uzvrat | Stockport County       | 5:0  | Yeovil Town            | 3.260      |
| 15     | Leiston                | 0:0  | Fleetwood Town         | 1.250      |
| uzvrat | Fleetwood Town         | 2:0  | Leiston                | 2.010      |
| 16     | Accrington Stanley     | 0:0  | Tranmere Rovers        | 2.126      |
| uzvrat | Tranmere Rovers        | 1:0  | Accrington Stanley     | 2.560      |
| 17     | Walsall                | 1:3  | Scunthorpe United      | 2.318      |
| 18     | AFC Bournemouth        | 1:0  | Bristol Rovers         | 3.935      |
| 19     | Brighton & Hove Albion | 3:3  | Hartlepool United      | 2.545      |
| uzvrat | Hartlepool United      | 2:1  | Brighton & Hove Albion | 3.288      |
| 20     | Aldershot Town         | 1:1  | Rotherham United       | 2.632      |
| uzvrat | Rotherham United       | 0:3  | Aldershot Town         | 2.431      |

| #      | Domaćin                | Rez.     | Gost                 | Gledatelja |
| ------ | ---------------------- | -------- | -------------------- | ---------- |
| 21     | Morecambe              | 2:1      | Grimsby Town         | 1.713      |
| 22     | Huddersfield Town      | 3:4      | Port Vale            | 6.942      |
| 23     | Alfreton Town          | 4:2      | Bury Town            | 1.060      |
| 24     | Kidderminster Harriers | 1:0      | Cambridge United     | 1.717      |
| 25     | Leicester City         | 3:0      | Stevenage Borough    | 7.586      |
| 26     | Milton Keynes Dons     | 1:2      | Bradford City        | 5.542      |
| 27     | Darlington             | 0:0      | Droylsden            | 2.479      |
| uzvrat | Droylsden              | 1:0      | Darlington           | 1.672      |
| 28     | Chesterfield           | 3:1      | Mansfield Town       | 6.612      |
| 29     | AFC Telford United     | 2:2      | Southend United      | 3.631      |
| uzvrat | Southend United        | 2:0      | AFC Telford United   | 4.415      |
| 30     | Curzon Ashton          | 3:2      | Exeter City          | 1.259      |
| 31     | Histon                 | 1:0      | Swindon Town         | 1.541      |
| 32     | Kettering Town         | 1:1      | Lincoln City         | 3.314      |
| uzvrat | Lincoln City           | 1:2      | Kettering Town       | 3.953      |
| 33     | Barnet                 | 1:1      | Rochdale             | 1.782      |
| uzvrat | Rochdale               | 3:2      | Barnet               | 2.339      |
| 34     | Hereford United        | 0:0      | Dagenham & Redbridge | 1.825      |
| uzvrat | Dagenham & Redbridge   | 2:1      | Hereford United      | 1.409      |
| 35     | Cheltenham Town        | 2:2      | Oldham Athletic      | 2.585      |
| uzvrat | Oldham Athletic        | 0:1      | Cheltenham Town      | 2.552      |
| 36     | Luton Town             | 0:0      | Altrincham           | 3.200      |
| uzvrat | Altrincham             | 2:4 (p.) | Luton Town           | 2.397      |
| 37     | Crewe Alexandra        | 1:0      | Ebbsfleet United     | 2.593      |
| 38     | Eastwood Town          | 2:1      | Brackley Town        | 960        |
| 39     | Leeds United           | 1:1      | Northampton Town     | 9.531      |
| uzvrat | Northampton Town       | 2:5      | Leeds United         | 3.960      |
| 40     | Harlow Town            | 0:2      | Macclesfield Town    | 2.149      |

## Drugo kolo
| #      | Domaćin                | Rez. | Gost                 | Gledatelja |
| ------ | ---------------------- | ---- | -------------------- | ---------- |
| 1      | Chesterfield           | 2:2  | Droylsden            | 5.698      |
| uzvrat | Droylsden              | 2:1  | Chesterfield         | 2.824      |
| 2      | Peterborough United    | 0:0  | Tranmere Rovers      | 5.980      |
| uzvrat | Tranmere Rovers        | 1:2  | Peterborough United  | 3.139      |
| 3      | Eastwood Town          | 2:0  | Wycombe Wanderers    | 1.955      |
| 4      | Notts County           | 1:1  | Kettering Town       | 4.451      |
| uzvrat | Kettering Town         | 2:1  | Notts County         | 3.019      |
| 5      | Leicester City         | 3:2  | Dagenham & Redbridge | 7.791      |
| 6      | Barrow                 | 2:1  | Brentford            | 3.532      |
| 7      | Bradford City          | 1:2  | Leyton Orient        | 5.065      |
| 8      | Southend United        | 3:1  | Luton Town           | 4.111      |
| 9      | Forest Green Rovers    | 2:0  | Rochdale             | 1.715      |
| 10     | Histon                 | 1:0  | Leeds United         | 4.103      |
| 11     | Scunthorpe United      | 4:0  | Alfreton Town        | 4.249      |
| 12     | Torquay United         | 2:0  | Oxford United        | 2.647      |
| 13     | Fleetwood Town         | 2:3  | Hartlepool United    | 3.280      |
| 14     | Morecambe              | 2:3  | Cheltenham Town      | 1.758      |
| 15     | Gillingham             | 0:0  | Stockport County     | 4.419      |
| uzvrat | Stockport County       | 1:2  | Gillingham           | 3.329      |
| 16     | Millwall               | 3:0  | Aldershot Town       | 6.159      |
| 17     | Carlisle United        | 0:2  | Crewe Alexandra      | 2.755      |
| 18     | AFC Bournemouth        | 0:0  | Blyth Spartans       | 4.165      |
| uzvrat | Blyth Spartans         | 1:0  | AFC Bournemouth      | 4.040      |
| 19     | Kidderminster Harriers | 2:0  | Curzon Ashton        | 2.070      |
| 20     | Port Vale              | 1:3  | Macclesfield Town    | 4.684      |

## Treće kolo
U trećem kolu natjecat će se svih 20 klubova Premier Lige, te 24 klubova 
Championshipa. 
| #      | Domaćin              | Rez. | Gost                    | Gledatelja |
| ------ | -------------------- | ---- | ----------------------- | ---------- |
| 1      | Portsmouth           | 0:0  | Bristol City            | 14.446     |
| uzvrat | Bristol City         | 0:2  | Portsmouth              | 14.302     |
| 2      | Sheffield Wednesday  | 1:2  | Fulham                  | 18.377     |
| 3      | Preston North End    | 0:2  | Liverpool               | 23.046     |
| 4      | Birmingham City      | 0:2  | Wolverhampton Wanderers | 22.232     |
| 5      | West Ham United      | 3:0  | Barnsley                | 28.869     |
| 6      | Middlesbrough        | 2:1  | Barrow                  | 25.132     |
| 7      | Hull City            | 0:0  | Newcastle United        | 20.557     |
| uzvrat | Newcastle United     | 0:1  | Hull City               | 31.380     |
| 8      | Hartlepool United    | 2:0  | Stoke City              | 5.367      |
| 9      | Chelsea              | 1:1  | Southend United         | 41.090     |
| uzvrat | Southend United      | 1:4  | Chelsea                 | 11.314     |
| 10     | Manchester City      | 0:3  | Nottingham Forest       | 31.869     |
| 11     | Cardiff City         | 2:0  | Reading                 | 12.448     |
| 12     | Ipswich Town         | 3:0  | Chesterfield            | 12.524     |
| 13     | Charlton Athletic    | 1:1  | Norwich City            | 12.615     |
| uzvrat | Norwich City         | 0:1  | Charlton Athletic       | 13.997     |
| 14     | West Bromwich Albion | 1:1  | Peterborough United     | 18.659     |
| uzvrat | Peterborough United  | 0:2  | West Bromwich Albion    | 10.735     |
| 15     | Torquay United       | 1:0  | Blackpool               | 3.654      |
| 16     | Leyton Orient        | 1:4  | Sheffield United        | 4.527      |
| 17     | Southampton          | 0:3  | Manchester United       | 31.901     |
| 18     | Millwall             | 2:2  | Crewe Alexandra         | 5.754      |
| uzvrat | Crewe Alexandra      | 2:3  | Millwall                | 3.060      |
| 19     | Histon               | 1:2  | Swansea City            | 2.821      |
| 20     | Forest Green Rovers  | 3:4  | Derby County            | 4.836      |
| 21     | Queens Park Rangers  | 0:0  | Burnley                 | 8.896      |
| uzvrat | Burnley              | 2:1  | Queens Park Rangers     | 3.760      |
| 22     | Leicester City       | 0:0  | Crystal Palace          | 15.976     |
| uzvrat | Crystal Palace       | 2:1  | Leicester City          | 6.023      |
| 23     | Tottenham Hotspur    | 3:1  | Wigan Athletic          | 34.040     |
| 24     | Cheltenham Town      | 0:0  | Doncaster Rovers        | 4.417      |
| uzvrat | Doncaster Rovers     |      | Cheltenham Town         | 5.345      |
| 25     | Arsenal              | 3:1  | Plymouth Argyle         | 59.424     |
| 26     | Kettering Town       | 2:1  | Eastwood Town           | 5.090      |
| 27     | Blyth Spartans       | 0:1  | Blackburn Rovers        | 3.445      |
| 28     | Macclesfield Town    | 0:1  | Everton                 | 6.008      |
| 29     | Watford              | 1:0  | Scunthorpe United       | 8.690      |
| 30     | Sunderland           | 2:1  | Bolton Wanderers        | 20.685     |
| 31     | Coventry City        | 2:0  | Kidderminster Harriers  | 13.652     |
| 32     | Gillingham           | 1:2  | Aston Villa             | 10.107     |

## Četvrto kolo
| #      | Domaćin                 | Rez. | Gost                 | Gledatelja |
| ------ | ----------------------- | ---- | -------------------- | ---------- |
| 1      | Liverpool               | 1:1  | Everton              | 43.524     |
| uzvrat | Everton                 | 1:0  | Liverpool            | 43.524     |
| 2      | Manchester United       | 2:1  | Tottenham Hotspur    | 75.014     |
| 3      | Hull City               | 2:0  | Millwall             | 18.639     |
| 4      | Sunderland              | 0:0  | Blackburn Rovers     | 22.634     |
| uzvrat | Blackburn Rovers        | 2:1  | Sunderland           | 10.112     |
| 5      | Hartlepool United       | 0:2  | West Ham United      | 6.849      |
| 6      | Sheffield United        | 2:1  | Charlton Athletic    | 15.957     |
| 7      | Cardiff City            | 0:0  | Arsenal              | 20.079     |
| uzvrat | Arsenal                 | 4:0  | Cardiff City         | 57.237     |
| 8      | Portsmouth              | 0:2  | Swansea City         | 17.357     |
| 9      | Chelsea                 | 3:1  | Ipswich Town         | 41.137     |
| 10     | Doncaster Rovers        | 0:0  | Aston Villa          | 13.517     |
| uzvrat | Aston Villa             | 3:1  | Doncaster Rovers     | 24.203     |
| 11     | West Bromwich Albion    | 2:2  | Burnley              | 18.294     |
| uzvrat | Burnley                 | 3:1  | West Bromwich Albion | 6.635      |
| 12     | Torquay United          | 0:1  | Coventry City        | 6.018      |
| 13     | Kettering Town          | 2:4  | Fulham               | 5.406      |
| 14     | Watford                 | 4:3  | Crystal Palace       | 10.006     |
| 15     | Derby County            | 1:1  | Nottingham Forest    | 32.035     |
| uzvrat | Nottingham Forest       | 2:3  | Derby County         | 29.001     |
| 16     | Wolverhampton Wanderers | 1:2  | Middlesbrough        | 18.013     |

## Peto kolo
| #      | Domaćin          | Rez. | Gost              | Gledatelja |
| ------ | ---------------- | ---- | ----------------- | ---------- |
| 1      | Sheffield United | 1:1  | Hull City         | 22.283     |
| uzvrat | Hull City        | 2:1  | Sheffield United  | 17.239     |
| 2      | Watford          | 1:3  | Chelsea           | 16.851     |
| 3      | West Ham United  | 1:1  | Middlesbrough     | 33.658     |
| uzvrat | Middlesbrough    | 2:0  | West Ham United   | 15.602     |
| 4      | Blackburn Rovers | 2:2  | Coventry City     | 15.053     |
| uzvrat | Coventry City    | 1:0  | Blackburn Rovers  | 22.793     |
| 5      | Derby County     | 1:4  | Manchester United | 32.103     |
| 6      | Swansea City     | 1:1  | Fulham            | 16.573     |
| uzvrat | Fulham           | 2:1  | Swansea City      | 12.316     |
| 7      | Everton          | 3:1  | Aston Villa       | 35.439     |
| 8      | Arsenal          | 3:0  | Burnley           | 57.454     |

## Šesto kolo
| # | Domaćin       | Rez. | Gost              | Gledatelja |
| - | ------------- | ---- | ----------------- | ---------- |
| 1 | Coventry City | 0:2  | Chelsea           | 31.407     |
| 2 | Fulham        | 0:4  | Manchester United | 24.662     |
| 3 | Arsenal       | 2:1  | Hull City         | 55.641     |
| 4 | Everton       | 2:1  | Middlesbrough     | 37.856     |

## Polufinale
| # | Domaćin           | Rez.     | Gost    | Gledatelja |
| - | ----------------- | -------- | ------- | ---------- |
| 1 | Arsenal           | 1:2      | Chelsea | 88.103     |
| 2 | Manchester United | 2:4 (p.) | Everton | 88.141     |

## Finale
| 30. svibnja 2009. 15:00 BST |     |         |                                                                    |
| Chelsea                     | 2:1 | Everton | Wembley Stadium, London Broj gledatelja: 89.391 Sudac: Howard Webb |
| Drogba 21' Lampard 72'      |     | Saha 1' | Wembley Stadium, London Broj gledatelja: 89.391 Sudac: Howard Webb |

## Najbolji strijelci
| Golova | Igrač            | Klub              |
| ------ | ---------------- | ----------------- |
| 4      | Nicolas Anelka   | Chelsea           |
| 4      | Matt Fryatt      | Leicester City    |
| 4      | Gary Hooper      | Scunthorpe United |
| 4      | Craig Westcarr   | Kettering Town    |
| 4      | Robin van Persie | Arsenal           |

## Vanjske poveznice
- FA kup na thefa.com